# سکلی
سکلی (به ایتالیایی: Seclì) یک کومونه در ایتالیا است که در استان لچه واقع شده‌است. سکلی ۸ کیلومتر مربع مساحت و ۱٬۹۷۷ نفر جمعیت دارد و ۷۶ متر بالاتر از سطح دریا واقع شده‌است.